# Léon Paindavoine
Léon Paindavoine est un industriel du textile à Reims, né à Lille le 11 avril 1892 et mort à Reims le 15 décembre 1962. Il est connu pour avoir financé la construction du foyer de jeunes travailleurs à Reims qui porte son nom.

## Biographie
Léon Pierre Adolphe Paindavoine est né à Lille le 11 avril 1892.
Il est le fils d'Henri Paindavoine  (19 octobre 1857 - 03 janvier 1931), ingénieur civil et ?.
Il épousa à Paris, en 1924, Gabrielle Huguette Sylvie Husson.
Il se remarie en 1950, à Reims, à Georgette Casner (1900-1985).
Il a repris une importante manufacture de tissage de coton et de soie, établie par Duchâteau, 45/ 47 rue Gosset.
Il édifie une cité ouvrière qui portera son nom. 
L'établissement est fortement endommagé pendant la Première Guerre mondiale et reconstruit vers 1920. 
En 1928, Léon Paindavoine racheta l’Hôtel Godbert, hôtel particulier et l’occupa jusqu’en 1935. 
L'activité textile de laine et coton laisse la place à une fabrique de compteurs à partir de 1955.
D’une grande générosité, il finança la construction du foyer de jeunes travailleurs qui porte son nom et fit d’importants dons pour les orgues de l’église Saint-Nicaise.
Il est décédé, à Reims, le 15 décembre 1962 et repose au cimetière du Nord à Reims.

## Décorations
- Croix de guerre 1914-1918

## Hommage
Un foyer de Jeunes Travailleurs porte le nom de "Foyer de Jeunes Travailleurs Léon Paindavoine".

## Galerie

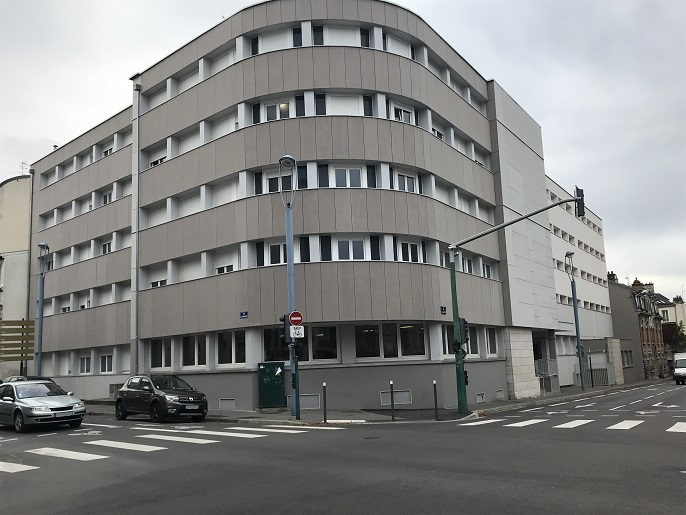
Foyer Paindavoine.